# Associazione Calcio Lumezzane 2015-2016
Questa voce raccoglie le informazioni riguardanti l'Associazione Calcio Lumezzane nelle competizioni ufficiali della stagione 2015-2016.

## Stagione
Nella stagione 2015-2016 il Lumezzane viene inserito nel girone B della fase a gironi della Coppa Italia Lega Pro assieme a Renate e Pro Piacenza, ottenendo una vittoria ed un pareggio che non basteranno per il passaggio del turno a causa della differenza reti sfavorevole nei confronti della Pro Piacenza. Nel girone A del campionato di Lega Pro, giunti alla 14ª giornata, dopo tre sconfitte di fila il tecnico Giancarlo D'Astoli viene esonerato, e al suo posto viene ingaggiato Paolo Nicolato. Al termine del girone di andata i rossoblù hanno 19 punti in quint'ultima posizione. Dopo la 22ª giornata, anche Nicolato viene a sua volta esonerato e sostituito da Antonio Filippini, che traghetta la squadra valgobbina fino al termine della stagione. A fine campionato il Lumezzane ottiene un 13º posto con 42 punti, ottenendo la salvezza diretta senza disputare i Play-out. Miglior marcatore stagionale Manuel Sarao con 10 reti.

## Divise e sponsor
Lo sponsor tecnico per la stagione 2015-2016 è Profiler.
| Casa | Trasferta | Terza divisa |

## Organigramma societario
Area direttiva
- Presidente: Renzo Cavagna
- Soci: Livio Cavagna, Marco Becchetti, Giorgio Pintossi, Attilio Camozzi

Area organizzativa
- Segretario generale: Vincenzo Greco
- Segretaria amministrativa: Elena Pedrini
- Responsabile biglietteria: Vincenzo Picchi

Area sanitaria
- Responsabile: dott. Elio Domeneghini
- Fisioterapista: Italo Mini, Mauro Botticini, Pietro Facchi

Area tecnica
- Direttore sportivo: Flavio Margotto
- Team manager: Giorgio Cavagna
- Allenatore: Giancarlo D'Astoli (1ª-14ª)
poi Paolo Nicolato (15ª-22ª)
poi Antonio Filippini (23ª-34ª)
- Allenatore in seconda: Giammarco Morisi
- Preparatore dei portieri: Nadir Brocchi
- Preparatore atletico: Alessandro Spaggiari

## Rosa
Rosa tratta dal sito ufficiale del Lumezzane
| N. |                   | Ruolo | Calciatore              |
| -- | ----------------- | ----- | ----------------------- |
|    | Italia (bandiera) | P     | Jacopo Furlan           |
|    | Italia (bandiera) | P     | Matteo Guagnetti        |
|    | Italia (bandiera) | P     | Alessandro Pasotti      |
|    | Italia (bandiera) | D     | Marco Baldan            |
|    | Italia (bandiera) | D     | Mauro Belotti           |
|    | Italia (bandiera) | D     | Alessandro De Toma      |
|    | Italia (bandiera) | D     | Giangiacomo Magnani     |
|    | Italia (bandiera) | D     | Mattia Monticone        |
|    | Italia (bandiera) | D     | Devis Nossa             |
|    | Italia (bandiera) | D     | Andrea Pippa            |
|    | Italia (bandiera) | D     | Francesco Rapisarda     |
|    | Italia (bandiera) | D     | Marco Russu             |
|    | Italia (bandiera) | C     | Antonio Bacio Terracino |

| N. |                    | Ruolo | Calciatore           |
| -- | ------------------ | ----- | -------------------- |
|    | Italia (bandiera)  | C     | Luca Baldassin       |
|    | Italia (bandiera)  | C     | Matteo Calamai       |
|    | Italia (bandiera)  | C     | Leo Di Ceglie        |
|    | Francia (bandiera) | C     | Gaël Genevier        |
|    | Italia (bandiera)  | C     | Luca Tagliavacche    |
|    | Italia (bandiera)  | A     | Riccardo Barbuti     |
|    | Brasile (bandiera) | A     | Sergio Cruz          |
|    | Italia (bandiera)  | A     | Marcello Mancosu     |
|    | Italia (bandiera)  | A     | Francesco Potenza    |
|    | Italia (bandiera)  | A     | Simone Russini       |
|    | Italia (bandiera)  | A     | Manuel Sarao         |
|    | Italia (bandiera)  | A     | Marco Valotti        |
|    | Italia (bandiera)  | A     | Kevin Marcillo Varas |

## Risultati

### Lega Pro

#### Girone di andata
| Arbitro: | Piscopo (Imperia) |

|                     |           |          |
| Bruno 7’ Perico 29’ | Marcatori | 48’ Cruz |

| Arbitro: | Proietti (Terni) |

|  |           |                          |
|  | Marcatori | 10’ Spanò 37’ (Rig) Arma |

| Arbitro: | Chindemi (Viterbo) |

|              |           |  |
| Altinier 73’ | Marcatori |  |

| Arbitro: | Catanoso (Reggio Calabria) |

|                         |           |  |
| Belotti 14’ Russini 50’ | Marcatori |  |

| Arbitro: | De Tullio (Bari) |

|  |           |                        |
|  | Marcatori | 3’ Barbuti 80’ Russini |

| Arbitro: | Guarino (Caltanissetta) |

|                             |           |            |
| Barbuti 13’ (Rig) Varas 81’ | Marcatori | 7’ Montini |

| Arbitro: | Maggioni (Lecco) |

|                         |           |  |
| Ruopolo 16’ Momentè 29’ | Marcatori |  |

| Arbitro: | Meleleo (Casarano) |

|                            |           |  |
| Barbuti 68’ (Rig) Cruz 69’ | Marcatori |  |

| Arbitro: | Sassoli (Arezzo) |

|                       |           |               |
| A. Brighenti 20’, 61’ | Marcatori | 67’ Monticone |

| Arbitro: | Baroni (Firenze) |

|           |           |                 |
| Sarao 79’ | Marcatori | 42’ (rig.) Iori |

| Arbitro: | Sozza (Bergamo) |

|                             |           |               |
| Tortori 36’ Settembrini 82’ | Marcatori | 45+3’ Russini |

| Arbitro: | Cipriani (Empoli) |

|           |           |                       |
| Sarao 86’ | Marcatori | 46’ Tulli 90’ Gliozzi |

| Arbitro: | Zanonato (Vicenza) |

|                        |           |  |
| Cavalli 26’ Barale 74’ | Marcatori |  |

| Arbitro: | Valiante (Nocera Inferiore) |

|                          |           |                                            |
| Nossa 61’ M. Mancosu 70’ | Marcatori | 32’ Pietribiasi 55’ Falzerano 77’ Proietti |

| Arbitro: | De Remigis (Teramo) |

|  |           |                    |
|  | Marcatori | 22’ Cruz 53’ Sarao |

| Arbitro: | Paterna (Teramo) |

|                     |           |  |
| Nossa 30’ Sarao 81’ | Marcatori |  |

| Arbitro: | Boggi (Salerno) |

|             |           |  |
| Rantier 11’ | Marcatori |  |

#### Girone di ritorno
| Arbitro: | Pietropaolo (Modena) |

|  |           |              |
|  | Marcatori | 52’ F. Perna |

| Arbitro: | Candeo (Este) |

|                     |           |  |
| Siega 44’ Spanò 71’ | Marcatori |  |

| Arbitro: | I. Guida (Salerno) |

|  |           |                               |
|  | Marcatori | 19’ Neto Pereira 83’ Altinier |

| Arbitro: | Morreale (Roma) |

|              |           |               |
| Iocolano 41’ | Marcatori | 76’ Mantovani |

| Arbitro: | Mei (Pesaro) |

|          |           |                                           |
| Cruz 68’ | Marcatori | 22’ (rig.) Napoli 85’ Graziano 88’ Curcio |

| Arbitro: | Pasciuta (Agrigento) |

|                   |           |                         |
| Santana 86’ (Rig) | Marcatori | 68’ Sarao 90+3’ Valotti |

| Arbitro: | Lacagnina (Caltanissetta) |

|                                  |           |                         |
| Rapisarda 5’ Sarao 59’ Varas 88’ | Marcatori | 67’ Gonzi 81’ M. Marchi |

| Arbitro: | Di Martino (Teramo) |

|                      |           |           |
| Pederzoli 70’ (rig.) | Marcatori | 81’ Serao |

| Arbitro: | Piccinini (Forlì) |

|                                        |           |               |
| Zullo 68’ (aut.) Bacio Terracino 90+4’ | Marcatori | 11’ Sansovini |

| Arbitro: | D'Apice (Arezzo) |

|          |           |  |
| Lora 46’ | Marcatori |  |

| Arbitro: | Meleleo (Casarano) |

|                    |           |                    |
| Bacio Terracino 5’ | Marcatori | 74’ (rig.) Pinardi |

| Arbitro: | Sprezzola (Mestre) |

|              |           |           |
| G. Tulli 25’ | Marcatori | 88’ Sarao |

| Arbitro: | Guarino (Caltanissetta) |

|           |           |  |
| Sarao 34’ | Marcatori |  |

| Arbitro: | Strippoli (Bari) |

|                 |           |  |
| Pietribiasi 24’ | Marcatori |  |

| Arbitro: | Di Gioia (Nola) |

|                                                |           |                        |
| Varas 7’ Bonanni 15’ (Aut) Bacio Terracino 23’ | Marcatori | 36’ Malomo 70’ Carraro |

| Arbitro: | Bertani (Pisa) |

|                      |           |                         |
| Mantovani 59’ (aut.) | Marcatori | 65’ Belotti 77’ Calamai |

| Lumezzane 8 maggio 2016 34ª giornata | Lumezzane          | 0 – 0 referto | Pro Piacenza | Stadio Tullio Saleri (600 spett.)\| Arbitro: \| Zanonato (Vicenza) \| |
| Arbitro:                             | Zanonato (Vicenza) |               |              |                                                                       |

### Coppa Italia Lega Pro

#### Fase eliminatoria a gironi (Girone B)
| Arbitro: | De Tullio (Bari) |

|  |           |         |
|  | Marcatori | 6’ Cruz |

| Arbitro: | Detta (Mantova) |

|           |           |                |
| Sarao 28’ | Marcatori | 61’ Alessandro |

## Statistiche

### Statistiche di squadra
| Competizione          | Punti | In casa | In casa | In casa | In casa | In casa | In casa | In trasferta | In trasferta | In trasferta | In trasferta | In trasferta | In trasferta | Totale | Totale | Totale | Totale | Totale | Totale | DR  |
| Competizione          | Punti | G       | V       | N       | P       | Gf      | Gs      | G            | V            | N            | P            | Gf           | Gs           | G      | V      | N      | P      | Gf     | Gs     | DR  |
| --------------------- | ----- | ------- | ------- | ------- | ------- | ------- | ------- | ------------ | ------------ | ------------ | ------------ | ------------ | ------------ | ------ | ------ | ------ | ------ | ------ | ------ | --- |
| Lega Pro (girone A)   | 42    | 18      | 9       | 3       | 6       | 26      | 22      | 16           | 3            | 3            | 10           | 12           | 19           | 34     | 12     | 6      | 16     | 38     | 41     | - 3 |
| Coppa Italia Lega Pro |       | 1       | 0       | 1       | 0       | 1       | 1       | 1            | 1            | 0            | 0            | 1            | 0            | 2      | 1      | 1      | 0      | 2      | 1      | + 1 |
| Totale                |       | 19      | 9       | 4       | 6       | 27      | 23      | 17           | 4            | 3            | 10           | 13           | 19           | 36     | 13     | 7      | 16     | 40     | 42     | - 2 |